# Dewora Necer
Dewora Necer (hebr.: דבורה נצר, ang.: Dvora Netzer, Dveorah Netzer, ur. 1897 w Menie, zm. 4 stycznia 1989) – izraelska polityk, w latach 1949–1969 poseł do Knesetu z listy Mapai.

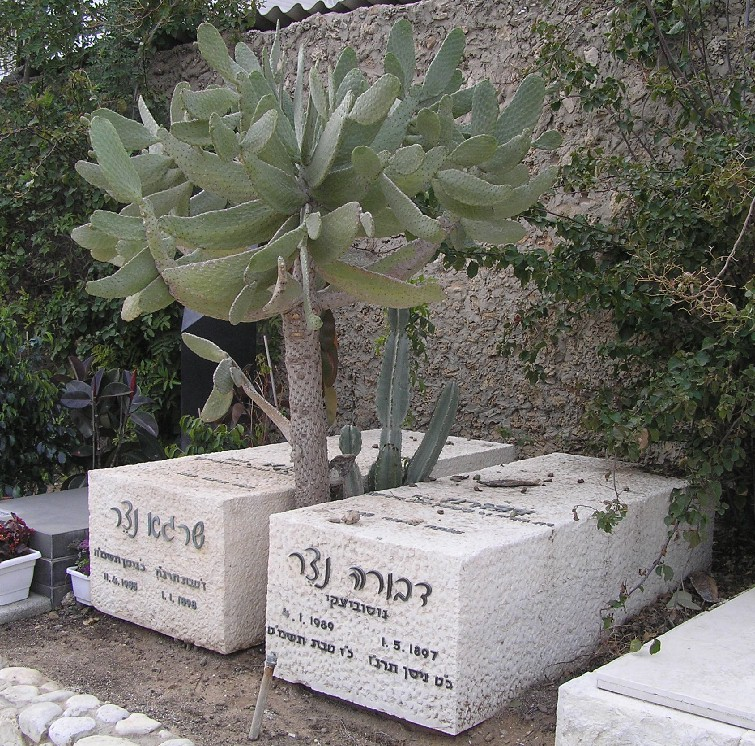
Groby Dewory i Szeraggi Necerów na cmentarzu Trumpeldor w Tel Awiwie

W wyborach parlamentarnych w 1949 po raz pierwszy dostała się do izraelskiego parlamentu. Zasiadała w Knesetach I, II, III, IV, V i VI kadencji, przy czym w tej ostatniej z listy Koalicji Pracy.